# (4726) Federer
(4726) Federer es un asteroide perteneciente al cinturón de asteroides, descubierto el 25 de septiembre de 1976 por el equipo del Observatorio del Harvard College desde la Estación George R. Agassiz, Estados Unidos.

## Designación y nombre
Designado provisionalmente como 1976 SV10. Fue nombrado Federer en honor al editor Charles A. Federer, Jr. fundador de "Sky and Telescope". En enero de 1940, Federer se fundó "The Sky", una revista de divulgación astronómica mensual publicada desde 1936 por el Planetario Hayden en Nueva York.

## Características orbitales
Federer está situado a una distancia media del Sol de 2,734 ua, pudiendo alejarse hasta 2,937 ua y acercarse hasta 2,531 ua. Su excentricidad es 0,074 y la inclinación orbital 2,041 grados. Emplea 1651 días en completar una órbita alrededor del Sol.

## Características físicas
La magnitud absoluta de Federer es 12,7. Tiene 8,336 km de diámetro y su albedo se estima en 0,254. Está asignado al tipo espectral L según la clasificación SMASSII.